# Apolinary Kotowicz

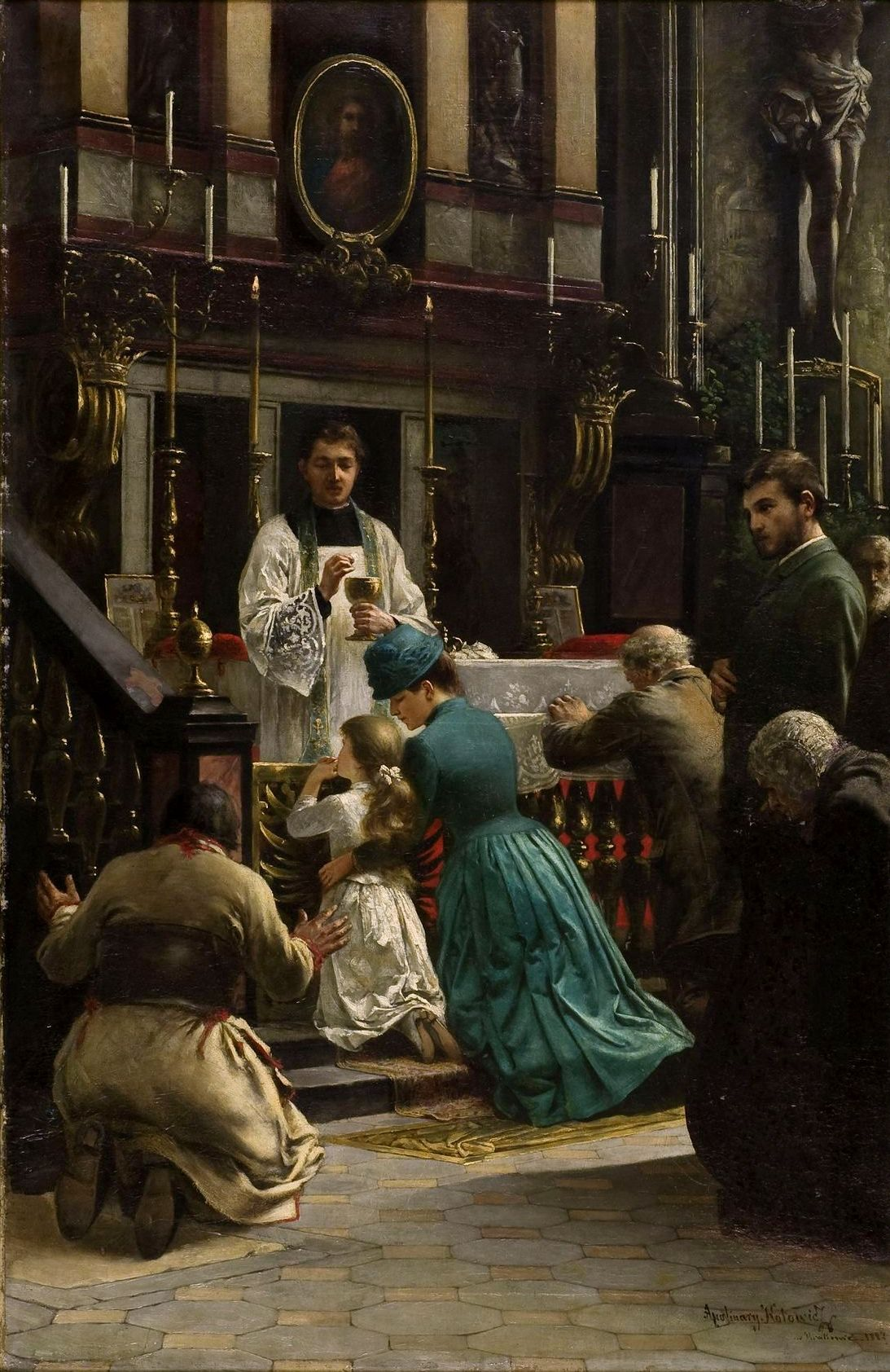
Pierwsza komunia z 1887 roku

Apolinary Kotowicz (ur. 24 marca 1859 w Bieczu, zm. 21 kwietnia 1917 w Jaśle) – polski malarz pejzażysta, twórca scen rodzajowych, portrecista, dekorator teatralny, fotograf amator. 

## Życiorys
Apolinary Kotowicz, syn Antoniego Kotowicza i Kazimiery Matyldy Kotowicz z Przyłęckich. Urodził się w Bieczu 24 marca 1859 roku. Jego ojciec był znanym w Bieczu lekarzem, wykształconym we Lwowie. Apolinary Kotowicz początkowe nauki pobierał w Tarnowie. Następnie przeniósł się do Krakowa, gdzie spędził większą część swojego dorosłego życia: lata 1878-1904. Kształcił się w krakowskiej Szkole Sztuk Pięknych (1878-1887). Pedagogiczną opiekę nad młodym Kotowiczem sprawowali Jan Matejko, prowadzący zajęcia z malarstwa historycznego i Władysław Łuszczkiewicz, który uczył rysunku wstępnego, z antyku i modela żywego, a także perspektywy, anatomii i historii powszechnej. 
Po zakończeniu studiów Kotowicz wyjechał na dwuletnie rządowe stypendium do Monachium. Tam kontynuował naukę malarstwa w prywatnej szkole Simona Hollósyego – malarza pochodzenia węgierskiego. W tym czasie, wraz z innymi studentami szkoły Simona Hollósyego wyjeżdżał na wakacyjne plenery na Węgry.  
Po powrocie z Monachium Apolinary Kotowicz zamieszkał w Krakowie. Regularnie wystawiał swoje obrazy w Towarzystwie Przyjaciół Sztuk Pięknych w Krakowie m.in. „Zdrowie narzeczonych” (1888), „Przed egzaminem” (1890), „Umizgi” (1890), „W pracowni” (1893), „Odpoczynek” (1897). 
W latach 1894–1895 Kotowicz brał udział w malowaniu studiów pejzażowych do Panoramy Tatr. Była to wyjątkowa, ponieważ jedyna widokowa (a nie historyczna) polska panorama. W jej tworzeniu, oprócz Apolinarego Kotowicza brali udział Antoni Adam Piotrowski, Ludwig Boller, Stanisław Janowski, Stanisław Radziejowski, Kacper Żelechowski i Teodor Axentowicz. Pomysłodawcami powstania tego monumentalnego obrazu byli: Włodzimierz Tetmajer i Wincenty Wodzinowski. Projekt finansował Ludwik Lgocki. Budynek przeznaczony na panoramę stanął na warszawskich Dynasach. Premierowy pokaz odbył się 21 września 1896 roku. W trzy lata później Panorama zbankrutowała, a płótna zostały zakupione przez Jana Stykę. 
W latach 1898–1903 Apolinary Kotowicz był dekoratorem w Teatrze Miejskim w Krakowie. Uczestniczył w przygotowaniach scenografii do takich przedstawień jak: „Szklana Góra”, czy „Kopciuszek”. W 1898 roku wykonał afisz teatralny do spektaklu „Śpiący Rycerze”. Współpracował także z Teatrem Ludowym w Krakowie, gdzie w 1904 otrzymał również stanowisko dekoratora. Jego prace gościły także w teatrze poznańskim. Miał doświadczenie w pracy przy ilustrowaniu książek: razem ze Stanisławem Janowskim ilustrował pierwsze wydanie dramatu Gabrieli Zapolskiej „Tamten”. 
W 1904 roku, po zamknięciu Teatru Ludowego w Krakowie zamieszkał w Jaśle. Uczył rysunku w C. K. Gimnazjum w Jaśle. Namalował obraz „Wizja Świętego Franciszka” przeznaczony do tamtejszej kaplicy gimnazjalnej. Wraz z Włodzimierzem Tetmajerem wykonali polichromię prezbiterium kościoła farnego w Bieczu. Pracował także przy restauracji i dokumentacji zabytków Jasła i Biecza. Między innymi odnowił siedemnastowieczne stalle i epitafia w farze w Bieczu. 
Apolinary Kotowicz zmarł w Jaśle 21 kwietnia 1917 roku w wieku pięćdziesięciu ośmiu lat. Pochowano go na cmentarzu w Bieczu.